# DVK

DVK (ロシア語: ДВК, Диалоговый вычислительный комплекс : 英語で Dialogue Computing Complex の意) は、ソヴィエト連邦のPDP-11互換パーソナルコンピュータである。
DVKとして設計されたものは、Electronica MS-0501 や Elektronika MS-0502 としても知られている。
DVKシリーズの初期のモデルは、16ビットのアドレスバスを持つK1801VM1あるいはK1801VM2マイクロプロセッサを搭載していた。
後期のモデルにおいては、KM1801VM3マイクロプロセッサ（22ビット拡張アドレスバス搭載）が使用された。